# Angelo Bertino Poli
Angelo Bertino Poli (Poggio di Nazza, 8 settembre 1905 – Ghirla, 16 dicembre 1980) è stato uno scrittore italiano in lingua còrsa, oltre che irredentista.

## Biografia
Nato a Poggio di Nazza nel 1905, nel sud della Corsica vicino alla costa del mar Tirreno, studiò all'Università di Pisa. Scrittore in lingua corsa e in lingua italiana e irredentista, venne condannato a morte in contumacia dal tribunale di Bastia per alto tradimento con l'accusa di collaborazionismo il 1º ottobre 1946,al termine di un processo iniziato il 17 luglio.
Sfuggito alla pena si ritirò a vivere nei pressi di Varese, dove morì nel 1980 a 75 anni. 
Poco prima della dichiarazione di guerra dell'Italia alla Francia scrisse una lettera a Mussolini:
Eccellenza,

Mentre in questi giorni di appassionata vigilia il nome dell'Isola Italianissima vibra amorosamente nella mente e nel cuore di ogni Italiano, come Còrso, come irredentista, come Italiano, a Voi che sotto l'alta guida del Duce spingete i Vostri sguardi oltre i confini politici della Patria, voglio dire quanto grande sia stata la mia ansia per questi giorni e quanto completa sia la mia devozione ai Vostri ordini. […] Da centosettanta anni i miei padri aspettano che scocchi l'ora della vendetta, che scocchi l'ora della redezione Italiana e Fascista. La bandiera della testa di moro, che tante volte mise in berna il giglio di Francia, aspetta sulle sponde arrossate del Golo per sventolare all'alito della vittoria che spirerà dal Tricolore portato dagli Squadristi di Mussolini sugli estremi lembi della Patria.»